# Amerikaans-Noord-Koreaanse top 2018

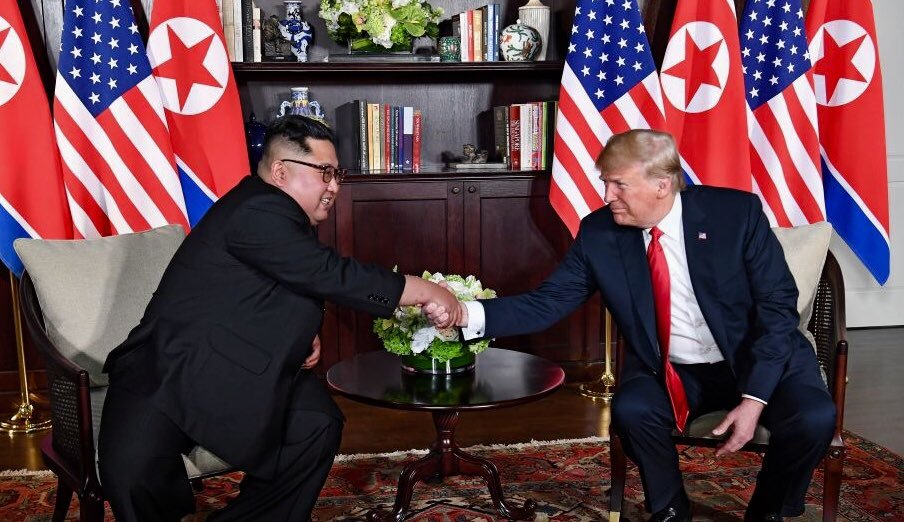
Kim Jong-un (l.) en Donald Trump schudden handen.

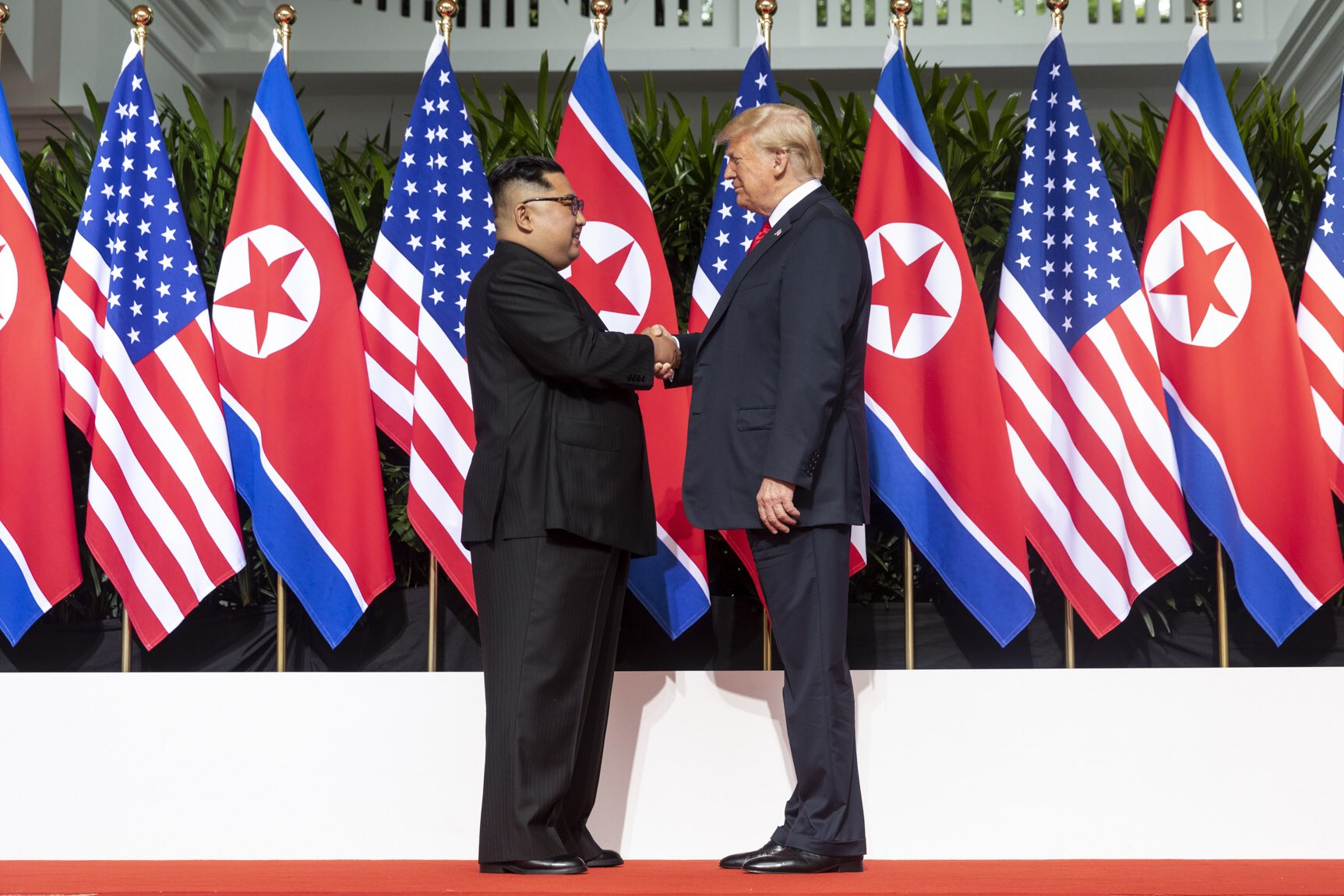
Kim Jong-un (l.) en Donald Trump bij hun ontmoeting

De Amerikaans-Noord-Koreaanse top vond plaats op 12 juni 2018 in Singapore. Het belangrijkste element in deze gebeurtenis was de rechtstreekse ontmoeting tussen de president van de Verenigde Staten en de leider van Noord-Korea, respectievelijk Donald Trump en Kim Jong-un.

## Achtergrond
Sinds het ontstaan van Noord-Korea staat dit streng-communistische land op voet van vijandigheid met een groot aantal landen, waaronder de Verenigde Staten. Na de Koreaanse Oorlog vestigde het Amerikaanse leger zich langs de grens tussen Noord- en Zuid-Korea, de DMZ Korea. In de loop der jaren hebben beide landen diverse gevechtsoefeningen gehouden en ontwikkelde Noord-Korea een eigen kernwapenprogramma, gepaard gaande met vele tests met langeafstandsraketten, die steevast leidden tot spanningen op het Koreaans Schiereiland en de omliggende regio. Na het aantreden van dictator Kim Jong-un in april 2012 gingen deze tests onverminderd door, wat wederom leidde tot dreigende taal en beledigingen over en weer.

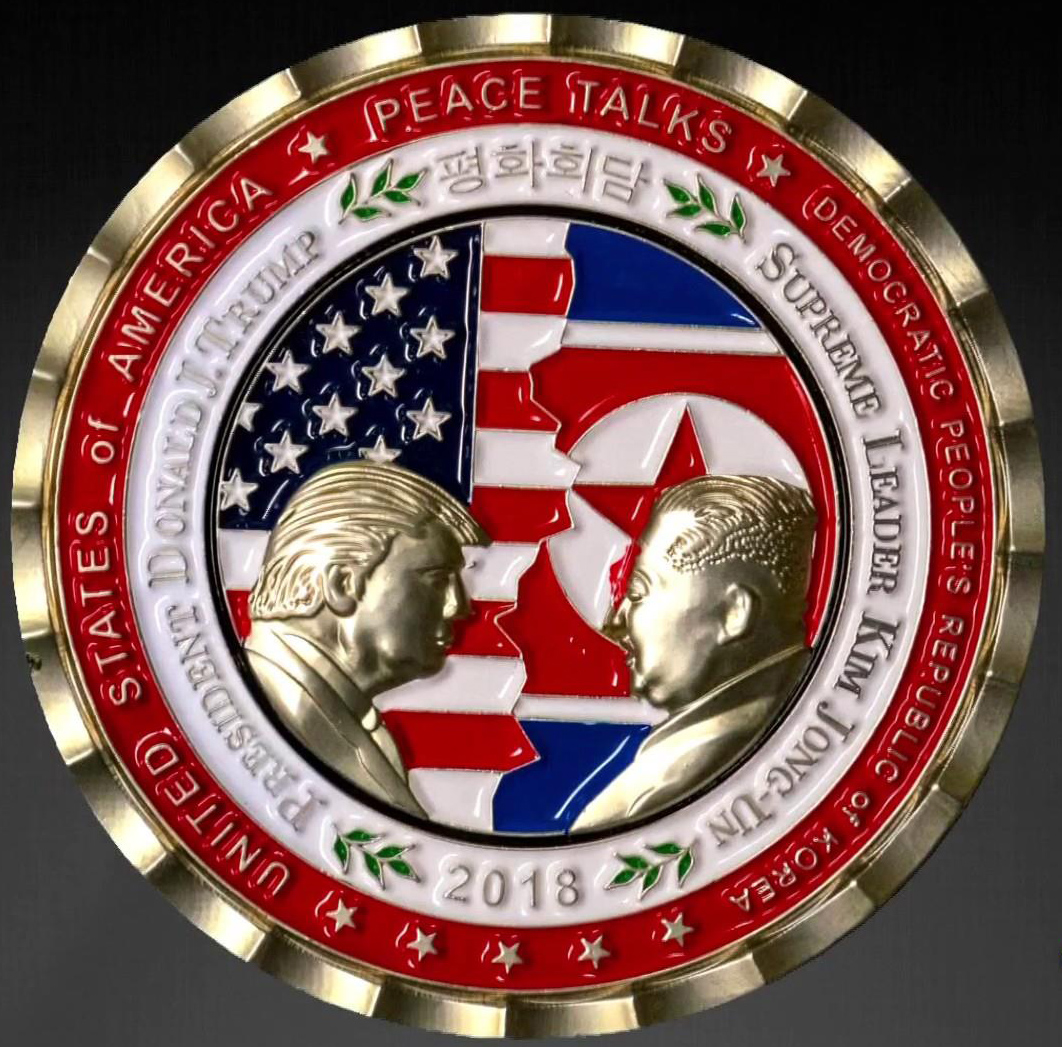
Herdenkingsmunt voor de top, uitgegeven door de Amerikaanse regering

Echter in 2018 vonden er toenaderingen plaats tussen Noord- en Zuid-Korea, die onder meer uitmondden in een ontmoeting tussen Kim Jong-un en de Zuid-Koreaanse president Moon Jae-in op 26 april. Eerder al, in maart dat jaar, had Kim Jong-un een uitnodiging voor een ontmoeting laten uitgaan aan de Amerikaanse president Trump (aangetreden in januari 2017). Daar ging Trump op 9 maart op in. Diverse voorbereidende gesprekken volgden. Tweemaal bracht de Amerikaanse minister van Buitenlandse Zaken Mike Pompeo een bezoek aan Noord-Korea, waar hij een ontmoeting had met Kim Jong-un. Op 24 mei, na hernieuwde spanningen rond militaire activiteiten, zegde Trump af. Volgens Witte Huis-insiders speelde nationaal veiligheidsadviseur John Bolton een significante rol in deze ontwikkeling. Ruim een week later, op 1 juni, zei hij dat de top wat hem betrof toch door kon gaan, op de eerder vastgestelde datum van 12 juni. Deze wending volgde kort op een bezoek van de Noord-Koreaanse topfunctionaris Kim Yong-chol aan Pompeo in New York.

## Thema's en afspraken
De voornaamste onderwerpen van de topontmoeting waren de denuclearisatie van het Koreaans Schiereiland en het opheffen van sancties die tegen Noord-Korea zijn ingesteld (en het land economisch zeer zwaar treffen). Noord-Korea had bedongen dat mensenrechten, het thema waarop het land een zeer slechte reputatie heeft, niet aan de orde zou komen.
In een gezamenlijke intentieverklaring na afloop van de besprekingen werden beloftes over denuclearisatie en veiligheidsgaranties gedaan, die volgens critici echter te vrijblijvend waren. Twee dagen na de top verklaarde minister Pompeo dat de sancties tegen Noord-Korea van kracht zouden blijven tot het land compleet gedenucleariseerd is, dit als reactie op uitlatingen in de Noord-Koreaanse staatsmedia die een andere interpretatie weergaven.
Een ander thema was het repatriëren van overblijfselen van Amerikaanse gesneuvelde militairen uit de Koreaanse Oorlog. Hier werden concrete afspraken over gemaakt, en ruim een maand na de top vond er repatriëring van 55 lichamen plaats.

## Plaats van de top
Voor de locatie van de top werden verschillende landen overwogen die als neutraal terrein konden gelden, waaronder Zweden en Mongolië. Uiteindelijk viel de keuze op Singapore. De aangewezen locatie was het hotel Capella op het vakantie-eiland Sentosa. Rondom het hotel werd een speciale veiligheidszone ingesteld.